# Per Nilsson
Per Nilsson (Hernosândia, 15 de setembro de 1982) é um ex-futebolista sueco que joga como defensor. Está na seleção sueca desde 2001.